# Вересковский сельсовет
Вересковский сельсовет — упразднённая административная единица на территории Новогрудского района Гродненской области Республики Беларусь.

## Состав
Вересковский сельсовет включал 8 населённых пунктов:
- Будные — деревня.
- Вересково — деревня.
- Галковичи — деревня.
- Евсеевичи — деревня.
- Плянта — деревня.
- Хорошево — деревня.
- Хохлово — деревня.
- Черешля — деревня.